# Neofit van Bulgarije

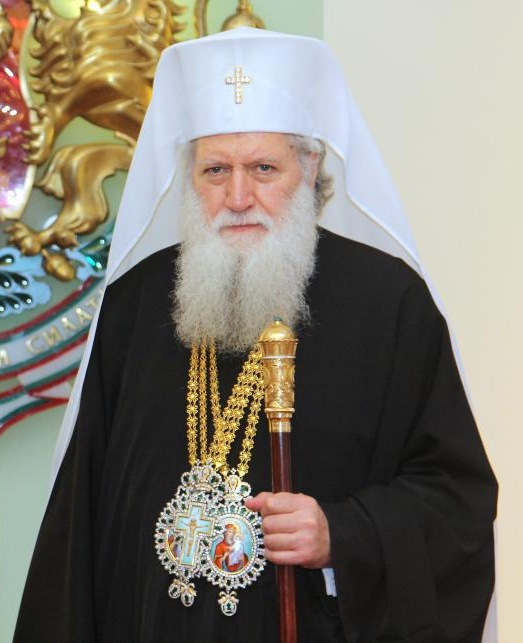
Neofit van Bulgarije

Neofit van Bulgarije (Bulgaars: Неофит Български) (Sofia, 15 oktober 1945 – aldaar, 13 maart 2024) was een Bulgaars geestelijke en patriarch van de Bulgaars-Orthodoxe Kerk.
Simeon Nikolov Dimitrov ontving zijn opleiding in Sofia. Hij legde op 3 augustus 1975 zijn kloostergeloften af en werd monnik, waarop hij de religieuze naam Neofit aannam. Op 25 maart 1976 werd hij tot priester gewijd.
Neofit werd op 8 december 1985 tot bisschop van Levski gewijd. Op 27 maart 1994 volgde zijn verkiezing tot metropoliet van Dorostol en Cherven. Na de splitsing van dit bisdom werd hij op 17 december 2001 metropoliet van Roese.
Neofit werd op 24 februari 2013 door de synode van de Bulgaars-Orthodoxe Kerk gekozen tot patriarch. Deze verkiezing was noodzakelijk geworden door het overlijden van patriarch Maxim op 6 november 2012. Zijn intronisatie vond nog diezelfde dag plaats.
Neofit overleed op 13 maart 2024 op 78-jarige leeftijd na complicaties als gevolg van een longziekte